# Junior Mance
Julian Clifford Mance, conocido como Junior Mance (Evanston, Illinois, 10 de octubre de 1928 - Nueva York, Nueva York, 17 de enero de 2021) fue un pianista y compositor de jazz.

## Historial
Mance comenzó su carrera musical tocando con Jimmy Dale, en 1947. En los años siguientes, tocó con Gene Ammons, Lester Young y Sonny Stitt. En 1954 acompañó a Dinah Washington, liderando su propio grupo y, después, tocó durante unos meses con Cannonball Adderley y Art Blakey (1957). En 1959, se incorporó a la big band de Dizzy Gillespie, con el que realizó una gira por Europa. En los primeros años de la década de 1960, trabajó frenéticamente, grabando en trío o con orquesta, tocando con su propia banda y acompañando a músicos como Johnny Griffin o Joe Williams, aunque su precaria salud lo apartó durante varios años de la escena.
Regresó en los años 1970, tocando asiduamente en Francia, y grabando diversos discos, como líder o acompañando a Howard McGhee, Aretha Franklin, Junior Wells o Buddy Guy, entre otros. A finales de los años 1980 se dedicó a la enseñanza musical, en Nueva York, aunque no dejó de actuar durante toda las décadas siguientes, con su propio trío, hasta la actualidad.
Junto con Wynton Kelly, Les McCann, Ramsey Lewis y Bobby Timmons, formó el grupo de pianistas más característicos del funky jazz, inspirados en el gospel. Su principal influencia fue, no obstante, Bud Powell, con una mano izquierda poderosa cuyos acordes brillantes puntúan o resaltan una línea melódica vivaz, y con recursos frecuentes en forma de riff.

## Discografía

### Como líder
- Junior (Verve, 1959)
- The Soulful Piano of Junior Mance (Jazzland, 1960)
- Big Chief! (Jazzland, 1961)
- The Soul of Hollywood (Jazzland, 1962)
- Junior's Blues (Riverside, 1962)
- Happy Time (Jazzland, 1962)
- Get Ready, Set, Jump!!! (Capitol, 1964)
- Straight Ahead! (Capitol, 1964)
- That's Where It Is! (Capitol, 1965)
- Harlem Lullaby (Atlantic, 1966)
- I Believe to My Soul (Atlantic, 1966)
- The Good Life (Tuba, 1967)
- Live at the Top (Atlantic, 1968)
- With a Lotta Help from My Friends (Atlantic, 1970)
- That Lovin' Feelin' (Milestone, 1972)
- The Junior Mance Touch (Polydor, 1973)
- Holy Mama (East Wind, 1976)
- Deep (JSP, 1980)
- The Tender Touch of Junior Mance & Martin Rivera Duo (Nilva, 1983)
- For Dancers Only (Sackville, 1983)
- Truckin' and Trackin' (Bee Hive, 1983)
- Junior Mance Special (Sackville, 1986)
- Here 'Tis (Sackville, 1992)
- Blue Mance (Chiaroscuro, 1994)
- Softly as in a Morning Sunrise (Enja, 1994)
- Milestones (Sackville, 1997)
- Yesterdays (M&I, 2000)
- Groovin' Blues (M&I, 2001)
- On the Road (Trio, 2002)
- Blues Ballads And 'A' Train (Trio, 2003)
- Soul Eyes (M&I, 2004)
- The Shadow of Your Smile (Pony Canyon, 2006)
- Ballads (M&I, 2006)
- Groovin' With Junior (Sackville, 2008)
- Blue Minor (Mojo, 2008)
- For My Fans...It's All About You (Kickstarter, 2015)[9]

### Álbumes en directo
- Junior Mance Trio at the Village Vanguard (Jazzland, 1961)
- Live at the Top of the Gate (Atlantic, 1968)
- Live at Sweet Basil (Flying Disk, 1977)
- At Town Hall, Vol. 1 (Enja, 1995)
- At Town Hall, Vol. 2 (Enja, 1995)
- Jubilation (Sackville, 1996) recorded in 1994
- Live at the 1995 Floating Jazz Festival (Chiaroscuro, 1996)
- Live at the 1996 Floating Jazz Festival (Chiaroscuro, 1997)
- Live at the 1997 Floating Jazz Festival (Chiaroscuro, 1998)
- Live at the 1998 Floating Jazz Festival (Chiaroscuro, 1999)
- Mance (Chiaroscuro, 2000)
- Opus de Funk (Absord, 2003) recorded in 1991
- The Music of Thelonious Monk (Chiaroscuro, 2003) recorded in 2000
- First: Live at 3361 Black (Tokuma, 2006)
- Second: Live at 3361 Black (Tokuma, 2006)
- Live at Cafe Loup (JunGlo, 2007)
- Out South (JunGlo, 2010)
- Letter From Home (JunGlo, 2011)
- The Three of Us (JunGlo, 2012)

### Como colaborador
Con Cannonball Adderley
- In the Land of Hi-Fi with Julian Cannonball Adderley (EmArcy, 1956)
- Sophisticated Swing (EmArcy, 1957)
- Cannonball's Sharpshooters (EmArcy, 1958)

Con Nat Adderley
- To the Ivy League from Nat (EmArcy, 1956)
- Little Big Horn! (Riverside, 1963)

Con Gene Ammons
- 1947–1949 (Classics, 2002) September–December 1947 and February 1949 sessions for Aladdin and Mercury
- All Star Sessions (Prestige, 1950-55 [1956])
- The Boss Is Back! (Prestige, 1969)
- Brother Jug! (Prestige, 1969)
- Together Again for the Last Time (Prestige, 1973 [1976]) - with Sonny Stitt

Con Ernie Andrews
- No Regrets (Muse, 1992)

Con Art Blakey
- Hard Drive (Bethlehem, 1957)

Con Clifford Brown
- Jam Session (EmArcy, 1954)

Con Benny Carter
- A Man Called Adam (Original Soundtrack) (Reprise, 1966)

Con Jimmy Cleveland
- A Map of Jimmy Cleveland (Mercury, 1959)

Con Arnett Cobb
- Keep on Pushin' (Bee Hive, 1984)

Con Ray Crawford
- Smooth Groove (Candid, 1988) recorded 1961

Con Harry "Sweets" Edison
- Live at the Iridium (Telarc, 1997)

Con Aretha Franklin
- Soul '69 (Atlantic, 1969)

Con Dizzy Gillespie
- The Ebullient Mr. Gillespie (Verve, 1959)
- Have Trumpet, Will Excite! (Verve, 1959)
- To Diz with Love (Telarc, 1992)

Con Paul Gonsalves
- Jazz School (EmArcy, 1956)

Con Virgil Gonsalves
- Jazz at Monterey (Omega, 1959)

Con Dexter Gordon
- Dexter Gordon with Junior Mance at Montreux (Prestige, 1970)

Con Joe Gordon
- Introducing Joe Gordon (EmArcy, 1954)

Con Bennie Green
- Glidin' Along (Jazzland, 1961)

Con Al Grey
- Centerpiece: Live at the Blue Note (Telarc, 1995)

Con Johnny Griffin
- Johnny Griffin (Argo, 1956 [1958])
- Tough Tenors (Jazzland, 1960) - with Eddie "Lockjaw" Davis
- Griff & Lock (Jazzland, 1960) - with Eddie "Lockjaw" Davis
- The First Set (Prestige, 1961) - with Eddie "Lockjaw" Davis
- The Tenor Scene (Prestige, 1961) - with Eddie "Lockjaw" Davis
- The Late Show (Prestige, 1961) - with Eddie "Lockjaw" Davis
- The Midnight Show (Prestige, 1961) - with Eddie "Lockjaw" Davis
- Lookin' at Monk! (Jazzland, 1961) - with Eddie "Lockjaw" Davis

Con Buddy Guy
- Buddy & the Juniors (MCA, 1970)

Con Red Holloway
- Standing Room Only (Chiaroscuro, 2000) recorded 1998

Con José James
- The Dreamer (Brownswood Recordings, 2008)

Con Eddie Jefferson
- Letter From Home (Riverside, 1962)

Con Etta Jones
- Etta Jones Sings (Roulette, 1965)

Con Irene Kral
- Better Than Anything (Äva, 1963)

Con Jay Leonhart
- Great Duets (Chiaroscuro, 1999)

Con Les McCann
- Comment (Atlantic, 1970)

Con Howard McGhee
- The Sharp Edge (Fontana, 1961)

Con The Metronomes
- Something Big (Jazzland, 1962)

Con James Moody
- Last Train from Overbrook (Argo, 1958)

Con Wild Bill Moore
- Wild Bill's Beat (Jazzland, 1961)

Con Barbara Morrison
- Live at the Dakota, Volume 2 (Dakota Live, 2005)

Con Sandy Mosse
- Relaxin' with Sandy Mosse (Argo, 1959)

Con Leo Parker
- 1947–1950 (Classic, 2002) 78 rpm singles recorded for Savoy October 4, 1947

Con Ken Peplowski
- Illuminations (Concord Jazz, 1991)

Con Billie Poole
- Confessin' the Blues (Riverside, 1963)

Con Bernard "Pretty" Purdie
- Soul to Jazz II (Act, 1997)

Con Alvin Queen
- Glidin' and Stridin' (Nilva, 1981)

Con Jimmy Scott
- The Source (Atlantic, 1969)
- Dream (Sire, 1994)

Con Arnold Sterling
- Here's Brother Sterling (Jam, 1982)

Con Sonny Stitt
- Kaleidoscope (Prestige, 1950-51 [1957])
- Stitt's Bits (Prestige, 1950 [1958])
- The Matadors Meet the Bull (Roulette, 1965)
- The Last Stitt Sessions, Vol. 1 (Muse, 1982)

Con Clark Terry
- Everything's Mellow (Moodsville, 1961)
- One on One (Chesky, 2000)

Con Frank Vignola
- Appel Direct (Concord Jazz, 1993)

Con Wilbur Ware
- The Chicago Sound (Riverside, 1957)

Con Dinah Washington
- After Hours with Miss "D" (EmArcy, 1954)
- Dinah Jams (EmArcy, 1954)
- In the Land of Hi-Fi (EmArcy, 1956)

Con Ben Webster
- Live at Pio's (Enja, 1963)

Con Joe Williams
- At Newport '63 (RCA, 1963)
- Me and the Blues (RCA, 1964)
- Havin' a Good Time (Hyena, 2005) recorded live 1964

Con Marion Williams
- The New Message (Atlantic, 1969)

Con Leo Wright
- Blues Shout (Atlantic, 1960)

Con Lester Young
- The Immortal Lester Young - Blue Lester (Savoy, 1949)